# Гідродинамічна аварія
Гідродинамі́чна ава́рія — це аварія на гідротехнічній споруді, коли вода поширюється з великою швидкістю, що створює загрозу виникнення надзвичайної ситуації техногенного характеру.
Такими аваріями в Україні є прориви гребель (дамб, шлюзів) з утворенням хвиль прориву катастрофічних затоплень або з утворенням проривного паводку і аварійні спрацьовування водосховищ ГЕС у зв'язку із загрозою проривів гідроспоруди.
На території України можливі катастрофічні затоплення при руйнуванні гребель, дамб, водопропускних споруд на 12 гідровузлах та 16 водосховищах річок Дніпро, Дністер, Сіверський Донець, Південний Буг. Площа затоплення може сягнути 8294 км². У зону затоплення потрапляють 536 населених пунктів та 470 промислових об'єктів
При руйнуванні гребель гідроспоруд Дніпровського каскаду територія катастрофічного затоплення становитиме 700 тис. га з населенням майже 1,5 млн чол. У такій надзвичайній ситуації може бути виведено з ладу 270 промислових підприємств, 14 електростанцій, 2000 км ліній електропередач, мережі та споруди водного та газового постачання багатьох населених пунктів.
До виникнення таких надзвичайних ситуацій, як зсуви, осідання, обвали будинків, споруд, транспортних магістралей може призвести підтоплення територій.